# Kazım Bingen
Kazım Bingen (* 5. Mai 1912; † unbekannt) war ein türkischer Radrennfahrer.

## Sportliche Laufbahn
Bingen war im Straßenradsport aktiv und Teilnehmer der Olympischen Sommerspiele 1936 in Berlin. Im olympischen Straßenrennen kam er nicht ins Ziel. Die türkische Mannschaft mit Orhan Suda, Talat Tunçalp, Kazım Bingen und Kirkor Canbazyan kam nicht in die Mannschaftswertung. Über sein weiteres Leben und seine sportlichen Erfolge ist nichts bekannt.